# Real Betis Baloncesto
Real Betis Baloncesto is een basketbalteam uit Sevilla, Spanje. Ze spelen anno 2024 in de professionele league van de ACB. De club werd opgericht in 1987 als Club Deportivo de Baloncesto Sevilla. Op 21 juli 2016 kwamen Baloncesto Sevilla en Real Betis een samenwerkingsovereenkomst overeen om de financiële problemen van het basketbalteam op te lossen. In 2018 kreeg de club de naam Real Betis Baloncesto.

## Sponsor namen
- 1987-2007 Caja San Fernando
- 2007-2010 Cajasol
- 2010-2011 Cajasol Banca Cívica
- 2011-2012 Banca Cívica
- 2012-2014 Cajasol
- 2014-2016 Baloncesto Sevilla
- 2016-2019 Real Betis Energía Plus
- 2019-2022 Coosur Real Betis

## Bekende (oud)-coaches
- Aleksandar Petrović (1995-1997)

## Bekende (oud)-spelers
| - Mike Torres - Vrenz Bleijenbergh - Carl English - Domagoj Proleta - Aleksandar Marelja | - Francisco Elson - Michail Michajlov - Amar Sylla - Khadeen Carrington - Demitrius Conger | - Cameron Krutwig - Dane Watts |